# Antonio Scaramuzza
Antonio Scaramuzza, dal 1959 Scaramuzza De Marco (Venezia, 7 gennaio 1902 – Verona, 19 settembre 1972) è stato un generale italiano.

## Biografia
Nacque a Venezia nel 1902, figlio di Luigi Fioravante (detto Fioreto) ed Emma Balliana, rimase orfano di padre all'età di otto anni e la madre riuscì a farlo entrare in collegio, dove compì i suoi studi. Dopo aver conseguito la laurea in Scienze Economiche e Commerciali presso l'Università di Venezia, entrò nel corpo degli Alpini iniziando la sua carriera militare frequentando la Regia Accademia Militare di Modena, da cui uscì con il grado di sottotenente, e successivamente la Scuola di guerra. Nel 1926 fu nominato tenente degli alpini, prestando servizio in varie missioni militari italiane operanti in vari paesi europei, come Francia, Belgio, Germania, Polonia, Cecoslovacchia, Austria e infine Gran Bretagna, dove, facendo parte di un programma culturale di scambio tra ufficiali dei due paesi, entrò nelle Reggimento delle guardie del Re. Nella sua formazione di militare si distinse per varie qualità umane e di rettitudine: durante un'esercitazione militare, alla presenza di S.M. il Re Vittorio Emanuele III, al resoconto circa lo svolgimento delle stesse manovre al sovrano fu l'unico ufficiale, tra i presenti, a dire ciò che non aveva funzionato e quali erano le lacune dell'esercito italiano, in preparazione ma soprattutto in mezzi, nell'imminenza dello scoppio di un conflitto. Per tale motivo venne posto alcuni giorni in cella di rigore. Nel 1937-1938 ricoprì, con il grado di capitano, l'incarico di comandante del Battaglione alpini "Cividale".
All'entrata in guerra dell'Italia, il 10 giugno 1940, aveva il grado di capitano ed era in forza al 7º Reggimento alpini. Prese parte alla campagna greco-albanese con il grado di maggiore, al comando del Battaglione "Feltre", 7º Reggimento alpini,  si distinse particolarmente alle pendici del Monte Tomori in Albania, guadagnandosi una Medaglia di bronzo al valor militare. A difesa su una quota, ricevette l'ordine di ripiegamento solo quando erano completamente accerchiati da ingenti forze greche e non era possibile ricevere rinforzi o aiuti. Trovato un passaggio su un costone di rocce troppo esposto, stretto e pericoloso, perciò vigilato solo a distanza dall'avversario, di notte diede ordine di fasciare con pezzi di coperta gli zoccoli dei muli e gli scarponi ai suoi alpini, fece annerire le facce e in silenzio ruppe l'accerchiamento portando tutti in salvo nelle linee che erano arretrate. Tornato dalla Grecia si curò lo scorbuto contratto in quella campagna e poi venne assegnato a dirigere il servizio d'informazioni in Jugoslavia con il cognome di copertura di "dott. Baraldi". Sempre in Jugoslavia venene ferito per lo scoppio di una bomba, durante un attentato a un ristorante frequentato da italiani. Rocambolescamente operato in una struttura civile jugoslava e vegliato dal suo fido attendente Giovanni Benedetto Montagna mascherato da infermiere, si rimise presto. Alla vigilia dell'armistizio dell'8 settembre 1943, capito cosa stava accadendo, pur in mancanza di ordini superiori, tornò alla sede operativa per bruciare gli elenchi dei componenti del servizio informazioni, affinché non cadessero nelle mani dei tedeschi. Riuscì nell'intento e subito dopo fuggì calandosi, sempre con l'attendente Montagna, per le grondaie del palazzo mentre i tedeschi della Gestapo facevano irruzione nella sede. Tornato in Italia, a conoscenza del fatto che erano ricercati dalla Gestapo, nascose in campagna la famiglia, la salutò e in compagnia del suo attendente Giovanni Benedetto Montagna iniziò il lungo viaggio che lo portò nell'Italia meridionale utilizzando il cognome di copertura di "De Marco" (dopo il conflitto, con DPR del 28 settembre 1959, fu autorizzato ad aggiungerlo come secondo cognome).
Attraversata la linea Gustav in Abruzzo, arrivando ad attraversare a nuoto, di notte in pieno inverno, un fiume, si nascose per un intero giorno in un bosco circondato dai soldati tedeschi, prima di poter riprendere l'avvicinamento alle linee alleate. Si presentò al Re, ed essendo uno dei pochi ufficiali a parlare correttamente la lingua inglese, venne mandato a fare da ufficiale di collegamento con la 5ª Armata americana agli ordini del generale Mark Wayne Clark. Per meriti di guerra venne insignito della Medaglia d'argento al valor militare.
Transitato in forza al neocostituito Esercito Italiano, nel 1948 fu promosso colonnello, ricoprendo l'incarico di comandante del 6º Reggimento alpini. Dal 2 ottobre 1955 al 25 maggio 1957 ricoprì, con il grado di generale di brigata, l'incarico di Comandante della Brigata alpina "Julia". Proseguendo nella sua carriera nel 1960 venne nominato Generale di corpo d'armata, per essere successivamente distaccato al Ministero della difesa, dove ricoprì alcuni incarichi speciali, come la nomina di rappresentante militare presso la NATO a Washington e quella di Capo di stato maggiore delle Forze Terrestri Alleate del Sud Europa. Il suo ultimo incarico, nel 1964, fu quello di Comandante della Regione Militare Meridionale, con Quartier generale in Napoli a Palazzo Salerno. Morì nel 1972, stroncato nella notte da un infarto, nella sua casa di Verona, dove si era trasferito dopo il congedo dal servizio militare.

## Pubblicazioni
- Michele Sanmicheli. Architetto militare nel quadro della evoluzione storica della fortificazione, Verona, 1960.